# Jacques Edwin Brandenberger
Jacques Edwin Brandenberger (Zürich, 19 oktober 1872 – aldaar, 13 juli 1954) was een Zwitsers textielingenieur en in 1908 was hij de uitvinder van het cellofaan. 
Nauwelijks 22 jaar oud haalde hij zijn doctoraal examen in de chemie aan de Universiteit van Bern met de vermelding "summa cum laude", waarmee hij destijds de jongste doctor in Zwitserland was. 
Het verhaal gaat dat Brandenberger het idee voor zijn vinding van cellofaan opdeed bij een bezoek aan een restaurant waar een klant wijn op het tafelkleed morste. Toen de ober het tafelkleed kwam vervangen kwam hij op het idee om het kleed van een doorzichtige laag te voorzien, waardoor het waterproof zou zijn. In 1908 had hij een eerste machine ontwikkeld voor de fabricage van transparante vellen van gegenereerde cellulose, hetgeen uiteindelijk resulteerde in de uitvinding van cellofaan. 
In 1882 hadden de Engelse chemici Cross, Bevan en Beadly al ontdekt dat cellulose bewerkt met natriumhydroxide (caustic soda) en koolstofdisulfide, omgezet wordt in oplosbaar natrium - cellulose - xanthogenaat. Na chemische inwerking en onderdompeling in een zwavelhoudend coagulatiebad, kan cellulose worden geregenereerd van deze viskeuze reactieve substantie. Gebaseerd op deze vinding ontwikkelde Brandenberger zijn proces voor de fabricage van cellofaanvellen. 
In 1913 stichtte Brandenberger de onderneming "S.A. La Cellophane" waarvan het hoofdkantoor in Parijs werd gevestigd en de eerste grote fabriek in Bezons, een plaats gelegen bij Parijs. Gedurende de Eerste Wereldoorlog was de productie van cellofaan echter beperkt tot folie voor oogprotectie van gasmaskers ter vervanging van het tot dan toe gebruikte celluloid.
Na de oorlog groeide de productie van cellofaan enorm, mede door export naar de Verenigde Staten. Dit bracht de Amerikaanse chemische industrie van DuPont de Nemours ertoe om het patent te kopen van Dr. Brandenberger voor de productie van cellofaan in de Verenigde Staten. Dit was het begin van de bekendheid van het product wereldwijd.